# Интерлейкин 1, бета
Интерлейкин 1, бета (ген IL1B) — провоспалительный цитокин, член семейства интерлейкина 1. Впервые описан в 1985 году наряду с интерлейкином 1-альфа.
В отличие от IL-альфа, синтезируемого сразу в активной форме, IL-бета синтезируется в виде предшественника массой 33 кДа. Активная форма IL-бета образуется в результате отщепления части предшественника каспазой-1 либо матриксными металлопротеиназами.
IL-1β способен индуцировать NO-синтазы, тем самым приводя к повышенному производству оксида азота.

## Биологический эффект
Белок IL1β оказывает провоспалительный эффект на ткани и клетки, оказывая влияние на клеточный метаболизм и миграцию, что может использоваться для заселения биосовместимых материалов клетками человека.

## Клиническое значение
IL-1β способствует химиорезистентности при раке и является ключевым игроком в опухолевой микросреде.
По данным нескольких исследований, ген IL1B может быть связан с предрасположенностью к шизофрении.
В одной публикации сообщается о том, что два полиморфизма гена (rs16944, C−511T и rs1143627, T−31C) ассоциированы с повышенным риском кератоконуса в корейской популяции.
По данным одного ex vivo исследования, под влиянием провоспалительного фактора (липополисахаридов) образцы крови людей с гаплотипом, сочетающим полиморфизмы C-511T и T-31C, выделяли в два-три раза больше IL1-бета.
В одном небольшом исследовании мозга детей, погибших от синдрома внезапной детской смерти, отмечается повышенная иммуннореактивность IL1b в дугообразном ядре и дорсальном ядре вагуса.

## Терапия, направленная на интерлейкин-1 бета
Анакинра представляет собой рекомбинантную и слегка модифицированную версию человеческого белка-антагониста рецептора интерлейкина-1. Анакинра блокирует биологическую активность интерлейкина-1 альфа и бета путем конкурентного ингибирования связывания интерлейкина-1 с его рецептором (IL-1RI), который экспрессируется в самых разных тканях и органах. Анакинра продается как Кинерет и одобрена в США для лечения ревматоидного артрита. 
Канакинумаб представляет собой человеческое моноклональное антитело, нацеленное на IL-1B, и одобрено во многих странах для лечения криопирин-ассоциированных периодических синдромов.
Рилонацепт — это ловушка IL-1, разработанная компанией Regeneron для воздействия на IL-1B и одобренная в США как Arcalyst.[24]